# Diagramă Piper

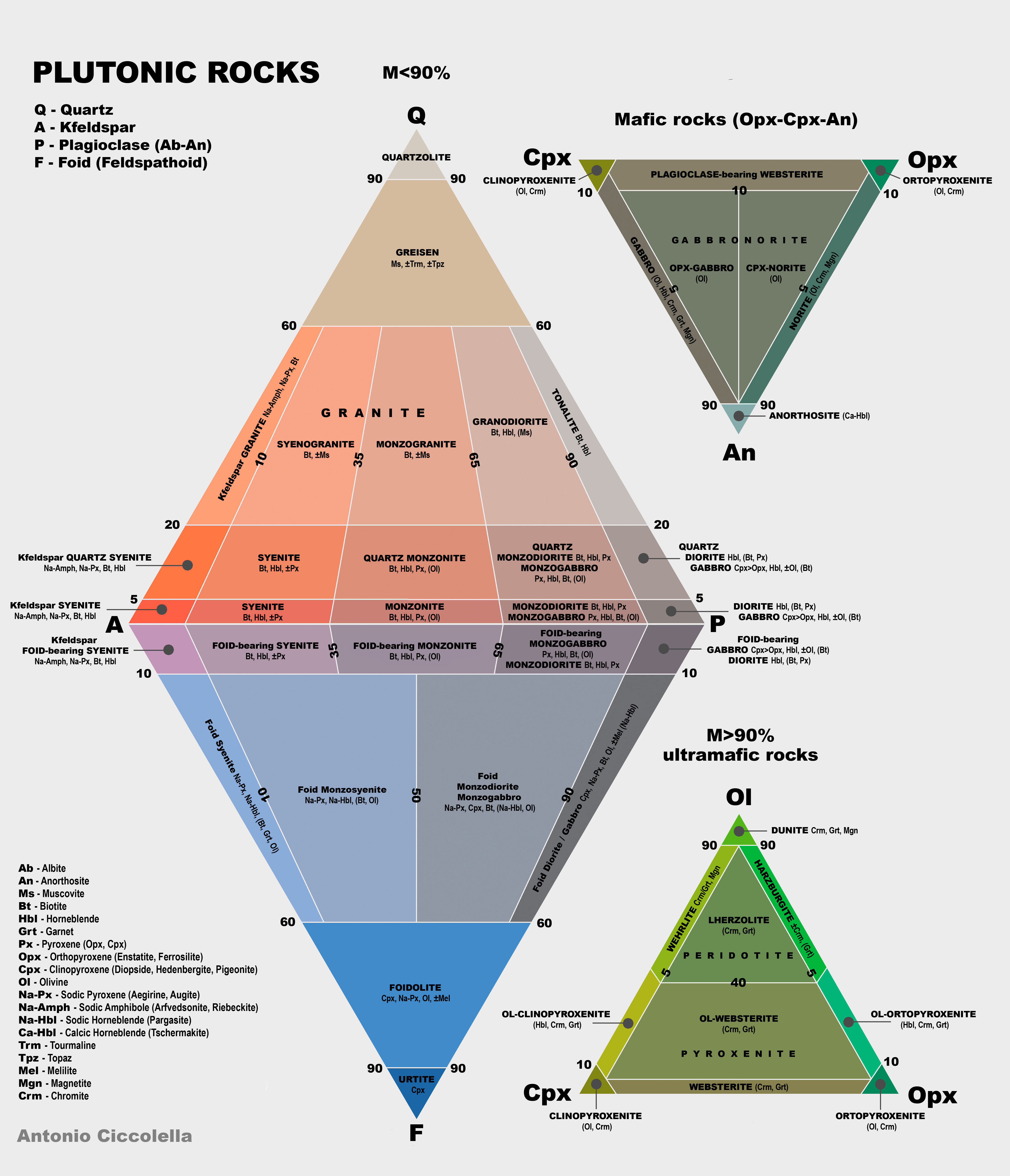
O diagramă Piper și două diagrame ternare privind compoziția rocilor vulcanice intruzive (v. și diagramă QAPF)

O diagramă Piper este o metodă grafică propusă de Arthur Maine Piper în 1944 pentru prezentarea datelor despre chimia apei, cu scopul de a ajuta la înțelegerea surselor sărurilor constitutive dizolvate în apă. Această diagramă se bazează pe premisa că cationii și anionii din apă sunt în cantități care asigură electroneutralitatea sărurilor dizolvate, cu alte cuvinte, suma algebrică a sarcinilor electrice ale cationilor și anionilor este nulă.
Se folosește pentru reprezentarea chimică a apei din probe.

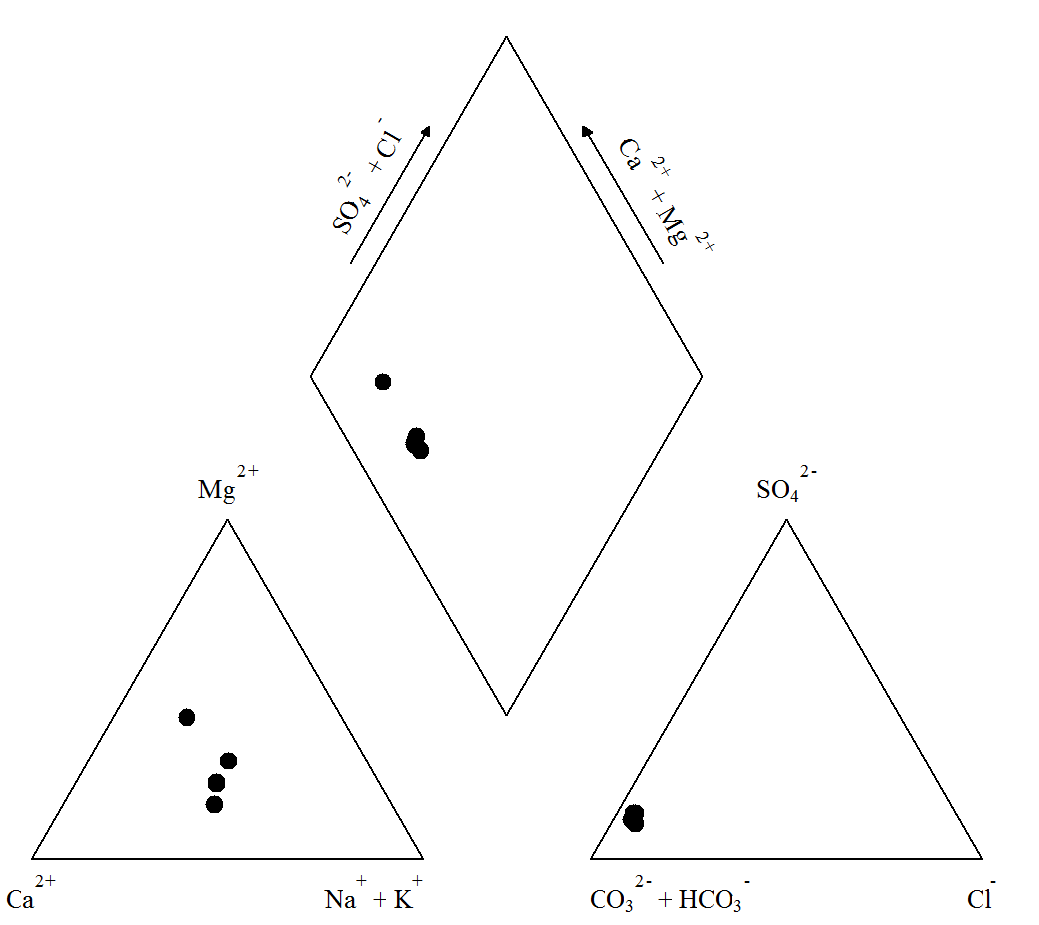
Diagrama Piper a probelor de apă din râul Mtshabezi, Zimbabwe. Sursa datelor:

Cationii și anionii sunt reprezentați în diagrame ternare separate. Vârfurile diagramei cationice sunt cationii de calciu, magneziu și sodiu plus potasiu. Vârfurile diagramei anionice sunt anionii sulfat, clorură și carbonat plus hidrogenocarbonat. Cele două diagrame ternare sunt apoi proiectate într-un romb. Rombul este o matrice de transformare liniară a unui grafic al anionilor (sulfat + clorură / totalul anionilor) și cationilor (sodiu + potasiu / totalul cationilor).
Diagrama Piper este potrivită pentru compararea compoziției ionice a unui set de probe de apă, dar nu se pretează la comparații spațiale. Pentru aplicații geografice sunt mai potrivite diagrama Stiff și diagrama Maucha, deoarece pot fi utilizate ca markeri pe o hartă. Codificarea culorilor fundalului diagramei Piper permite conectarea diagramelor Piper și a hărților.
Probele de apă prezentate în diagrama Piper pot fi grupate în faciesuri hidrochimice. Triunghiurile cationice și anionice pot fi separate în regiuni pe baza cationului (cationilor) sau anionului (anionilor) dominanți, iar combinarea lor creează regiuni în partea în formă de romb a diagramei.

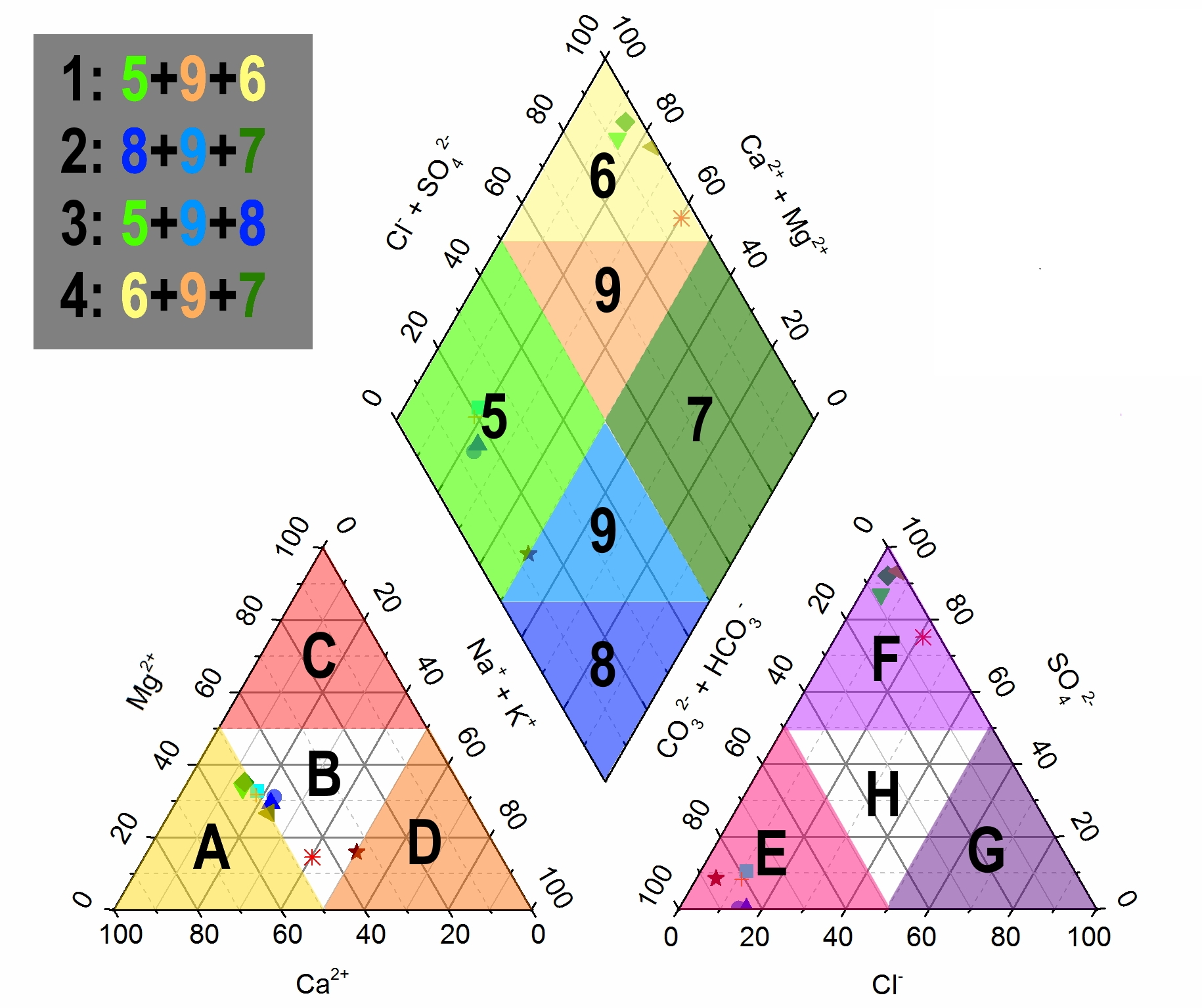
Diagrama Piper poate fi separată în faciesuri hidrochimice. Legendă: A: Tip calciu; B, H: Fără tip dominant; C: Tip magneziu; D: Tip sodiu și potasiu; E: Tip carbonat acid (bicarbonat); F: Tip sulfat; G: Tip clorură; 1: Alcalino-pământoșii depășesc alcalinii; 2: Alcalinii depășesc alcalino-pământoșii; 3: Acizii slabi depășesc acizii tari; 4: Acizii tari depășesc acizii slabi; 5: Tip carbonat acid de magneziu (bicarbonat de magneziu); 6: Tip clorură de calciu; 7: Tip clorură de sodiu; 8: Tip carbonat acid de sodiu (bicarbonat de sodiu); 9: Tip mixt